# Урусовская
Урусовская — деревня в Верховажском районе Вологодской области. Административный центр Нижнекулойского сельского поселения и Нижнекулойского сельсовета.
Расстояние до районного центра Верховажья по автодороге — 38 км. Ближайшие населённые пункты — Дьяконовская, Ореховская, Босыгинская.
По переписи 2002 года население — 448 человек (216 мужчин, 232 женщины). Преобладающая национальность — русские (99 %).